# Eric Griffin
Pour les articles homonymes, voir Griffin.
Eric Michael Griffin, né le 28 décembre 1976 à Boston dans le Massachusetts, est un rocker américain. Il est le bassiste du groupe de glam metal et horror punk nommé Murderdolls. Actuellement, il vit à Los Angeles en Californie.

## Basses utilisées
- Custom B.C Rich Mockingbird basses
- Custom Gibson Les Paul bass
- Gibson Blackbird
- Marshall VBA400x2, Marshall VBA810x2

## Histoire

### Musique
Eric Griffin a commencé à jouer de la guitare à l'âge de 12 ans, influencé par le groupe KISS et Mötley Crüe,  ce guitariste a fait des tournées dans le monde entier et s'est fait un nom dans l'univers de la musique. De 1998 à 2002, il a été le guitariste dans un groupe de rock alternatif appelé Synical avec son ami Ben Graves.
Au début des années 2000, Tripp Eisen montra une de ses vidéos jouant aux côtés d'Eric et de Ben aux membres du projet auquel il contribua : The Murderdolls. Bien que la basse ne soit pas l'instrument préféré d'Eric, il rejoint le groupe Murderdolls en tant que bassiste. Le groupe Murderdolls avait déjà enregistré le début de leur album lorsqu'Eric les a rejoints, mais il figure quand même sur la pochette de l'album "Beyond the Valley of the Murderdolls".
Eric Griffin a fait des tournées dans le monde entier avec le groupe Muderdolls: Japon, États-Unis, Royaume-Uni etc ... et a trouvé le succès en paraissant dans les vidéos promotionnelles de "Dead in Hollywood", "White Wedding" et "Love at first fright".
En 2004, Joey Jordison, un des guitaristes de Murderdolls, retourna dans son premier groupe : Slipknot. The Murderdolls étaient donc en suspens. Depuis ce temps là, Eric joua dans un grand nombre d'autres groupes tels que : New Rising Son et Roxy Saint, et a assisté à une brève réunion de Synical pour un concert d'hommage.
Plus récemment, il a travaillé avec Ajax Garcia et Jesse Mendez dans le groupe The Napoleon Blownaparts, aussi connu sous le nom de Blownaparts. Toutefois, Eric revendique que son engagement avec The Napoleons Blownaparts a été exagéré par les médias alors qu'il n'avait fait qu'un seul concert et enregistré seulement deux chansons de couverture. Il a aussi remplacé le guitariste de Faster Pussycat, Brent Muscat qui n'était pas en état de faire la tournée.
Au printemps 2007, Eric a retrouvé Brian Haught pour écrire et enregistrer un nouveau double-CD de Synical intitulé: "Quite while you're behind".
En 2006, Eric a rejoint le porte-parole des Murderdolls, Wednesday 13, dans son groupe et a fait des tournées avec lui pendant un an.
Le 3 août 2007, le musicien a déclaré quitter le groupe de Wednesday 13. Il n'y a pas d'informations qui nous révèlent la raison de son départ. Il est maintenant remplacé par J-Sin-Trioxin.
En octobre 2007, Eric Griffin est entré au Chop Shop studio à Hollywood en Californie afin d'y enregistrer un solo de guitare pour le titre "Kastration Kar Krashes" de Undercover Slut, qui figure sur "Amerikkka Macht Frei" (le nouvel album d'Undercover Slut).

### Vidéo
Bien qu'il ait figuré dans les vidéos pour Murderdolls, Eric a figuré dans un grand nombre d'autres vidéos promotionnelles en tant qu'acteur.
- Depeche Mode - I Feel Loved
- Alien Ant Farm -  Movies
- Static-X- Cold où il joue un vampire.
- Goo Goo Dolls - Broadway
- Deftones - Back to School où il joue un étudiant.

Eric Griffin a aussi fait ne brève apparition dans le film Queen of Damned.